# Lasioglossum cuniculum
Lasioglossum cuniculum är en biart som först beskrevs av Joseph Vachal 1894.  Lasioglossum cuniculum ingår i släktet smalbin, och familjen vägbin. Inga underarter finns listade i Catalogue of Life.